# Меч-рыба
Меч-рыба, или меченос (лат. Xiphias gladius), — вид лучепёрых рыб из отряда скумбриеобразных, единственный представитель семейства мечерылых, или меч-рыб, или ксифиевых (Xiphiidae). Крупные рыбы, длина тела которых достигает 4,55 м . Могут поддерживать температуру мозга и глаз выше температуры окружающей среды за счёт эндотермии. Активные хищники с широким спектром питания. Распространёны в Тихом, Атлантическом и Индийском океанах. Совершают протяжённые миграции. Ценная промысловая рыба. Мировые уловы превышают 100 тысяч тонн. Популярный объект спортивной рыбалки.

## Таксономия
Впервые вид был научно описан в 1758 году Карлом Линнеем в 10 томе книги «Система природы». Родовое название происходит от др.-греч. ξίφος — «короткий обоюдоострый меч», а название вида — от лат. gladius — «меч». Биномен не изменился до настоящего времени.

## Описание

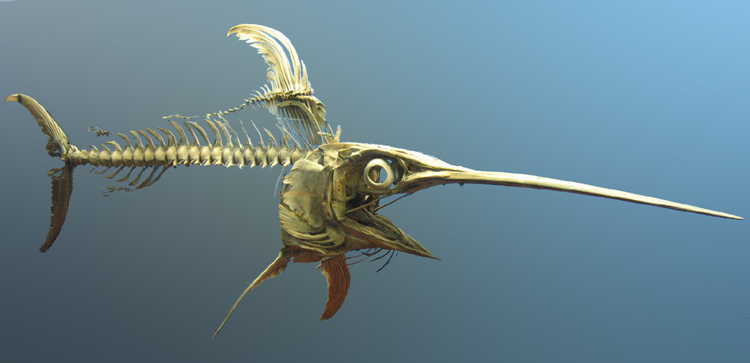
Скелет меч-рыбы в Национальном музее естественной истории (Вашингтон)

Тело мощное, вытянутое, в поперечном сечении цилиндрическое, сужается к хвостовому стеблю. Так называемый «меч» (или «копьё»), представляющий собой сильно удлинённую верхнюю челюсть, образован предчелюстными и носовыми костями, уплощён в дорсовентральном направлении. Рот нижний, не выдвижной; зубы на челюстях отсутствуют. Глаза большие. Жаберные перепонки не прикреплены к межжаберному промежутку. Жаберные тычинки отсутствуют. Жабры на каждой жаберной дуге представляют собой видоизменённые пластинки, соединённые в одну сетчатую пластинку. Плавательный пузырь имеется.
Два спинных плавника с очень большим промежутком между их основаниями. Первый спинной плавник с коротким основанием, начинается над задней частью головы, содержит 34—49 мягких лучей. Второй спинной плавник намного меньше первого, сдвинут далеко к хвостовому стеблю, состоит из 3—6 мягких лучей. В двух анальных плавниках также нет жёстких лучей, первый анальный плавник намного больше второго, с 12—16 лучами. Во втором анальном плавнике 3—4 луча. Грудные плавники серповидной формы с 16-—8 лучами, расположены низко на теле. Брюшные плавники и их пояса отсутствуют. Анальное отверстие расположено рядом с началом первого анального плавника. Хвостовой стебель уплощен дорсовентрально, с каждой стороны имеются мощные одиночные кили, на вентральной и дорсальной сторонах имеется по одной глубокой выемке. Хвостовой плавник сильновыемчатый, месяцеобразный. Боковая линия отсутствует. Позвонков 26 (15—16 в туловищном отделе и 10—11 в хвостовом отделе позвоночника).

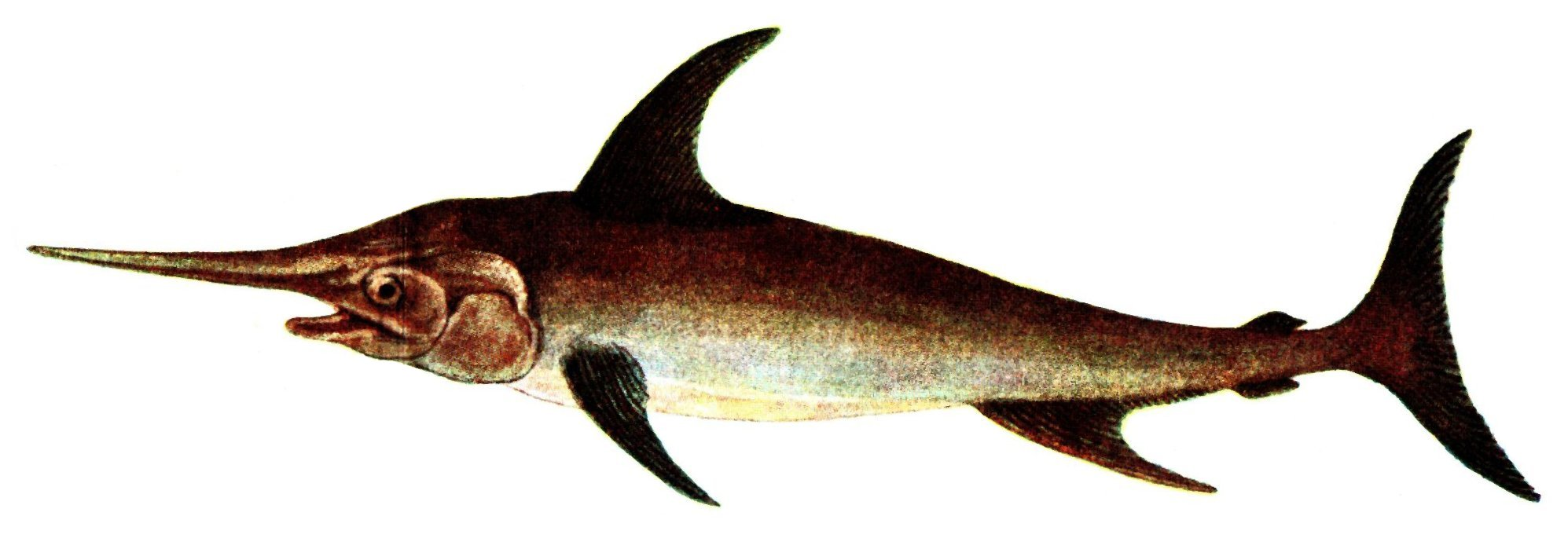
Меч-рыба

Спина и верхняя часть тела тёмно-коричневого цвета, постепенно цвет меняется до светло-коричневого на брюхе. Мембраны всех плавников коричневого или тёмно-коричневого цвета различной интенсивности, в первом спинном — наиболее тёмные. У молодых рыб есть поперечные полосы, которые с ростом рыбы исчезают.
Личинки и молодые особи меч-рыбы существенно отличаются от взрослых особей по морфологии, чешуйному покрову и т. д. Изменения внешнего облика происходят постепенно и завершаются только у особей длиной около 1 м.
Длина может достигать 4,55 м, но обычно составляет около 3 м. Максимальная масса меч-рыбы зафиксирована на отметке 650 кг.

## Биология

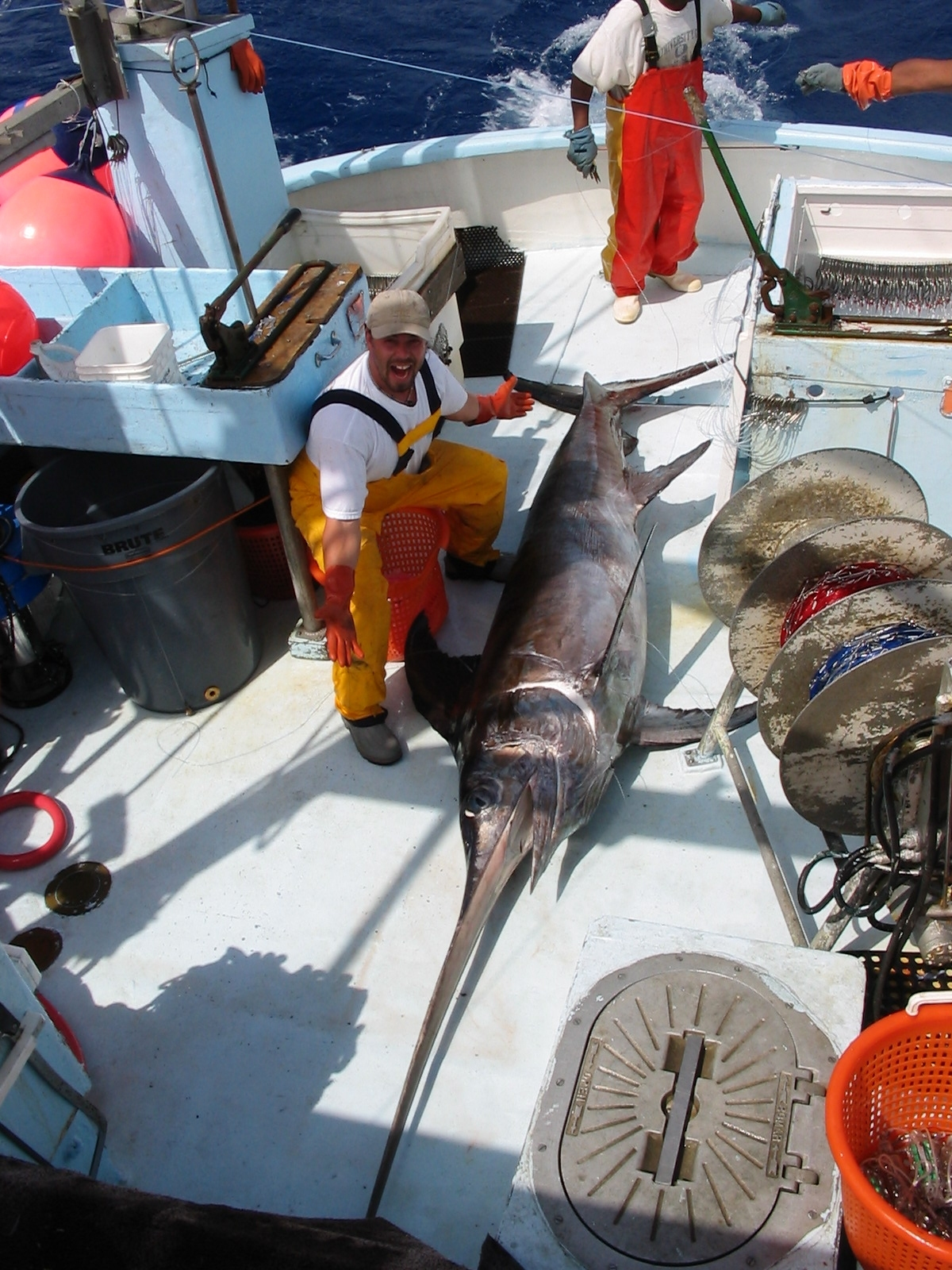
Крупная меч-рыба на палубе судна, ведущего ярусный лов

Морская пелагическая океанодромная рыба. Меч-рыбы встречаются на глубине от 0 до 800 м, но наиболее часто в приповерхностных слоях воды. Выдерживают температуру от 5 до 27 °С, предпочитают воды с температурой не ниже 13 °С (обычно 18—22 °С) выше термоклина. Совершают суточные вертикальные миграции, перемещаясь днём в более глубокие слои воды, а ночью — ближе к поверхности. При этом температура воды может изменяться на 19 °С за 2 часа.
Совершают протяжённые миграции, перемещаясь летом на нагул в умеренные и холодные воды и возвращаясь осенью на зимовку в тёплые воды. Максимальная зарегистрированная дистанция перемещения меч-рыбы достигала 2457 км, а средняя скорость перемещения — 34 км/день.
Ведут одиночный образ жизни, образуя пары только в сезон размножения.

### Скорость плавания
Для меч-рыб характерен ундуляционный способ плавания, причём основным движителем является хвостовой стебель и хвостовой плавник. Это так называемый скомброидный тип плавания. Колебания тела в процессе передвижения играют второстепенную роль. Максимальная частота сокращения мускулатуры достигает 30 Гц. При такой частоте скорость плавания может достигать 21 длин тела в секунду, что для крупных особей меч-рыб соответствует 100 км/час.
Меч-рыбы способны развивать большую скорость, это одни из самых быстрых рыб. По некоторым сведениям меченосы развивают скорость до 97 км/ч, однако это расчетные данные, основанные на глубине проникновения меча рыбы в древесину шлюпок.
Высокая скорость перемещения меч-рыб требует больших энергетических затрат, поэтому энергетическая ценность или калорийность мышц составляет 783 кДж.

### Размножение
Данные по созреванию меч-рыб немногочисленны и противоречивы, что вероятно отражает различную скорость роста и созревания в разных частях ареала. В Тихом и Индийском океанах меченосы впервые созревают в возрасте 5—6 лет при длине 150—170 см (длина от середины глаза до конца средних лучей хвостового плавника). В Атлантическом океане самцы достигают половой зрелости при длине 100 см, а самки при длине 70 см. У юго-восточного побережья США самцы созревают при меньших размерах (около 21 кг), чем самки (74 кг).
Меч-рыбы нерестятся в верхних слоях воды на глубине от 0 до 75 м при температуре около 23 °С и солёности 33,8—37,4 ‰. Нерестовый сезон в экваториальных областях Мирового океана продолжается в течение всего года. В Карибском море, Мексиканском заливе и прибрежных водах Флориды при круглогодичном нересте пик наблюдается с апреля по сентябрь. В центральной части Тихого океана нерестятся весной и летом (март — июль), а в юго-западной части — весной (сентябрь—декабрь). В Средиземном море у южного побережья Апеннинского полуострова и у берегов Сицилии нерестятся круглый год за исключением января и февраля с пиком с конца июня до августа.
У берегов восточной Австралии и Новой Зеландии самки и самцы меч-рыбы начинали созревать при длине тела (от вертикали глаза до окончания средних лучей хвостового плавника) 150 и 90 см, соответственно. Нерест наблюдался с сентября до марта с пиком в декабре—феврале. Наибольшая нерестовая активность отмечена при температуре воды выше 24 °С. Нерест порционный, плодовитость линейно зависела от размера самок. У самок длиной от 173 до 232 см в каждой порции икры было в среднем 1,66 млн ооцитов.

### Развитие и рост
Икра пелагическая, диаметр икринок 1,6—1,8 мм. Икра прозрачная с крупной жировой каплей диаметром 0,4 мм. Потенциальная плодовитость очень высокая. Так, у самки массой 68 кг в гонадах массой 1,5 кг содержалось 16,1 млн созревающих ооцитов диаметром 0,1—0,55 мм. Эмбриональное развитие продолжается 2,5 дня. Длина личинок при вылуплении около 4 мм, обитают у поверхности воды.

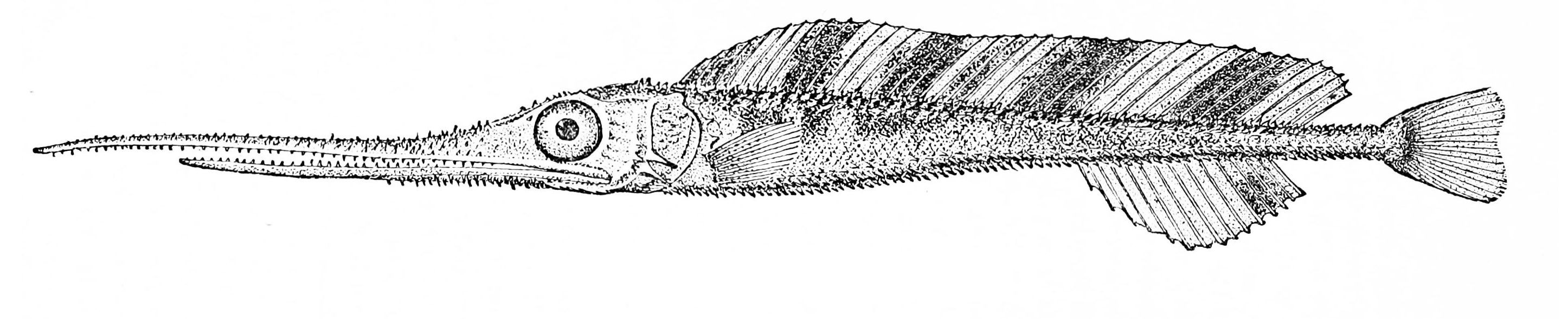
Молодь меч-рыбы

Личинки меч-рыбы имеют уникальную форму и проходят длительный процесс метаморфоза. Поскольку процесс непрерывный и происходит в течение длительного времени без резких изменений, то отдельные фазы не выделяют. После вылупления тело личинок слабо пигментировано, рыло относительно короткое, по телу разбросаны шиповатые чешуйки. По мере роста обе челюсти удлиняются, но равны по длине. В дальнейшем длина верхней челюсти возрастает намного быстрее по сравнению с длиной нижней челюсти. После достижения длины тела 23 мм единственный спинной плавник простирается вдоль всего тела, анальный плавник также один, чешуя располагается несколькими рядами вдоль тела. Есть извилистая боковая линия и зубы на челюстях. По мере дальнейшего роста передняя часть спинного плавника увеличивается по высоте, при длине тела около 50 см появляется второй спинной плавник, соединённый с первым. Лишь у неполовозрелых особей длиной около 1 м исчезает боковая линия, зубы и чешуя; остаётся только увеличенная передняя часть первого спинного плавника, короткий второй спинной плавник и два анальных плавника чётко отделены друг от друга.
| Возраст, лет   | 1     | 2     | 3     | 4     | 5     | 6     | 7     | 8     | 9     | 10    | 11    | 12    | 13    | 14    | 15    | 16    |
| Длина тела, см | 104,8 | 129,4 | 146,3 | 159,6 | 170,7 | 180,3 | 188,8 | 196,4 | 203,4 | 209,8 | 215,7 | 221,3 | 226,5 | 231,4 | 236,1 | 240,6 |

В первые 2—3 года жизни скорость роста и размеры самцов и самок не различаются и варьируются в разных регионах от 73 до 123 см у годовиков и от 85 до 130 см у двухгодовиков. В последующем самки растут значительно быстрее и достигают длины 216 см в возрасте 8 лет, в то время как самцы этого возраста имеют длину только 185 см.

### Питание
Меч-рыбы являются активными оппортунистическими хищниками с широким спектром питания. Поскольку меченосы обитают в эпи- и мезопелагиале, совершают постоянные вертикальные миграции в толще воды от поверхности до глубины 800 м, а также перемещения между прибрежными участками и открытыми водами, то в их рационе встречаются животные организмы приповерхностных вод (как мелкие, так и крупные), и придонные рыбы, и крупные пелагические рыбы и головоногие.
В отличие от марлиновых, которые используют своё «копьё» только для оглушения добычи, меч-рыбы поражают своих жертв с помощью «меча». В их желудках рыбы и кальмары нередко оказываются разрубленными на части или имеют другие следы нанесенных «мечом» повреждений.
В прибрежных водах восточной Австралии в период с 1997 по 2005 год в рационе меч-рыб преобладали головоногие, индекс относительной значимости которых, рассчитанный с учётом частоты встречаемости, численности и массовой доли кормовых организмов, составлял 61,65 %. Далее по значимости следовали рыбы (38,1 %), а ракообразные редко встречались в желудках (<1 %). Всего было идентифицировано 57 видов животных организмов, относящиеся к 14 семействам головоногих, 14 семействам рыб и двум отрядам ракообразных. Среди головоногих доминировали Ommastrephes bartramii, а среди рыб — представители семейств номеевых (Nomeidae) и веретенниковых (Paralepididae). Состав пищи различался в открытых и прибрежных водах, с преобладанием головоногих в первом случае и преобладанием рыб в прибрежье.
В Эгейском море в желудках меч-рыб обнаружено 15 видов рыб, 18 видов головоногих и один вид ракообразных. Основу рациона составляли костистые рыбы (81,5 %) и головоногие (17,8 %), а по частоте встречаемости в желудках также лидировали рыбы (97 %) и головоногие (59,2 %).

### Терморегуляция
Наряду с такими крупными морскими хищниками, как некоторые виды тунцов и акул, меч-рыбы обладают уникальной способностью поддерживать повышенную температуру тела (эндотермия) при нахождении в холодной воде во время поиска и добычи пищи в глубоких слоях воды или при нагуле в умеренных и холодных водах. У меч-рыбы нагревается только мозг и глаза. Орган, используемый для нагрева, представляет собой сильно специализированные клетки мышц глазного яблока, которые развились из скелетных мышечных клеток. Расположен непосредственно над мозгом и у особей массой 136 кг достигает массы 150 г, что в 50 раз больше массы мозга. Ткань органа коричневого цвета, по структуре и цвету сходна с печёночной тканью. От органа отходит так называемая «чудесная сеть» (лат. rete mirabile), представляющая собой плотное скопление вен и артерий. Кровь движется противотоком, что позволяет нагревать холодную артериальную кровь, идущую от жабр к мозгу и глазам. Масса сети достигает 50 г у особей меченоса массой 120 кг. Температура мозга и глаз может превышать температуру окружающей среды на 10—15 °С. Нагрев глаз увеличивает на порядок скорость реакции на движущиеся объекты по сравнению с рыбами, у которых отсутствует такая способность, что существенно повышает эффективность охоты меч-рыбы в слабо освещённых слоях воды.

### Хищники и паразиты

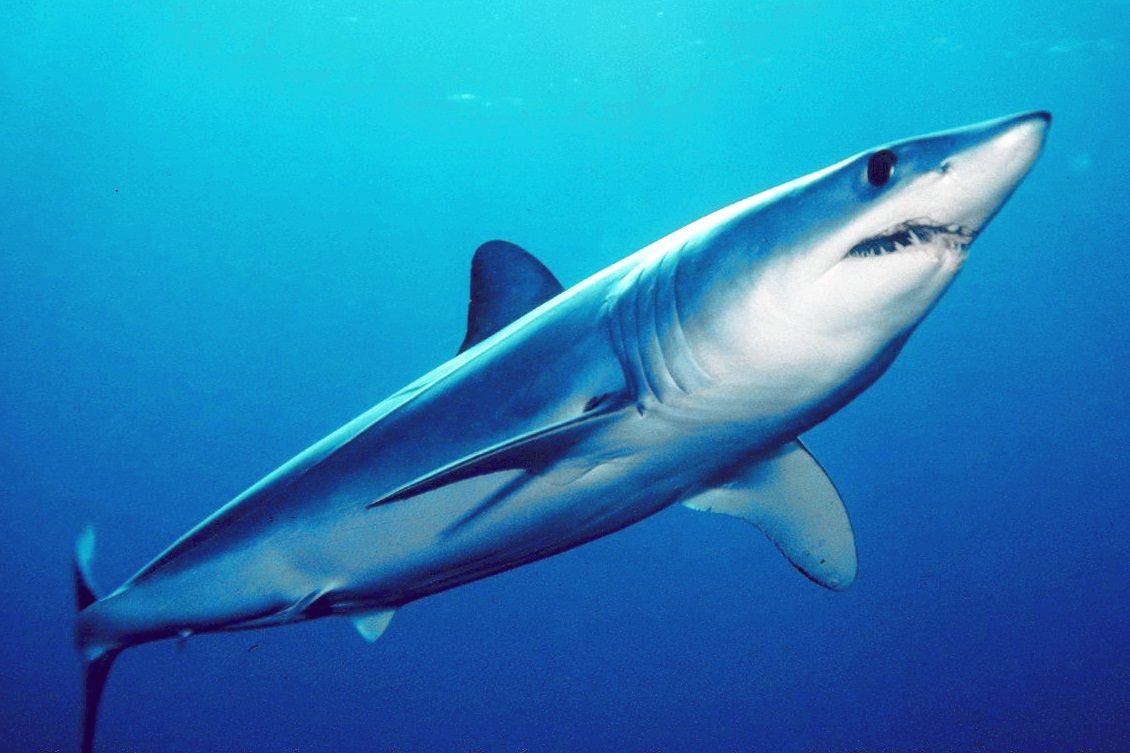
Акула-мако — один из немногих хищников по отношению к меч-рыбам

Взрослые особи меч-рыбы практически не имеют естественных врагов. Могут стать жертвой только косаток и акул-мако. Несмотря на то, что акулы-мако относятся к сверххищникам, на теле отловленных акул часто отмечались шрамы и раны, оставленные, вероятно, меч-рыбами. У одной из мёртвых особей акулы-мако в области глаза обнаружен застрявший рострум меч-рыбы. Хищниками по отношению к молоди и неполовозрелым мелким особям меч-рыбы являются активные пелагические рыбы, такие как чёрный марлин, атлантический голубой марлин, парусник, желтопёрый тунец, большая корифена.
У меч-рыб обнаружено 49 видов паразитов, включая следующие группы: цестоды в желудке и кишечнике; нематоды в желудке; трематоды на жабрах и копеподы на поверхности тела, а также моногенеи, изоподы, скребни и усоногие.
На теле меч-рыб часто наблюдаются реморы, бразильская светящаяся акула, морская минога.

## Ареал
Меч-рыбы являются космополитами, распространёны в тропических, субтропических и умеренных водах всех океанов. В западной Пацифике ареал простирается от 50° с. ш. до 45° ю. ш., в восточной Пацифике — от 50° с. ш. до 35° ю. ш., в Индийском океане — от 25° с. ш. до 45° ю. ш., в западной Атлантике — от 50° с. ш. до 40—45° ю. ш., в восточной Атлантике — от 60° с. ш. до 45—50° ю. ш. В период нагульных миграций могут заходить в более холодные воды. Летом единично встречаются в Чёрном море, редко заходят в Азовское море.

## Взаимодействие с человеком

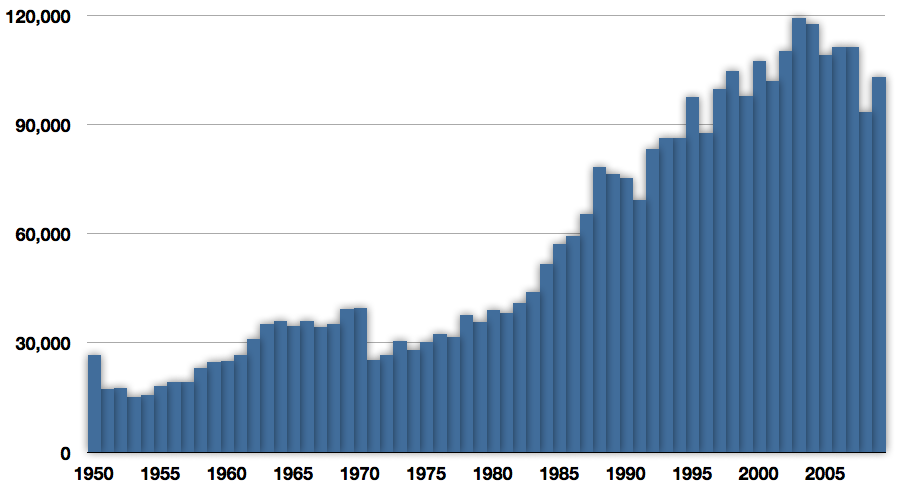
Мировые уловы меч-рыбы в 1950—2009 годах, тонн

Меч-рыбы являются ценным трофеем спортивного рыболовства — лов методом троллинга.
Известны случаи когда меч-рыбы пробивали борта шлюпок, однако такие происшествия являются случайностью, вызванной высокой скоростью меч-рыбы и невозможностью быстро изменить траекторию движения. Иногда, воткнувшись в борт корабля, меч-рыба не могла вытащить свой меч и погибала.
В июне 1967 года меч-рыба совершила нападение на пилотируемый батискаф «Алвин» у берегов Флориды у самого дна на глубине 610 м. «Меч» застрял во внешней оболочке батискафа, и в таком состоянии рыба была поднята на поверхность.
Нападений на человека не было зарегистрировано до мая 2015 года, когда на Гавайях меч-рыба атаковала шкипера рыболовного катера Ренси Ллейнса, загарпунившего её. Меч пронзил грудную клетку, и человек погиб.
Промысел
Ценная промысловая рыба. Специализированный промысел ведётся преимущественно пелагическими ярусами. Лов ведут более 30 стран, в том числе Япония, США, Италия, Испания, Канада, Корея, КНР, Филиппины, Мексика. Наибольшие уловы отмечаются в северо-западной и центрально-восточной частях Тихого океана, западной части Индийского океана, Средиземном море и в юго-западной Атлантике. Исторический максимум мировых уловов достигнут в 2014 году — около 127 тысяч тонн.
Попадаются в качестве прилова в пелагические тралы. В некоторых районах отмечен незаконный лов дрифтерными сетями.
| Год                   | 2010  | 2011  | 2012  | 2013  | 2014  | 2015  | 2016  |
| Мировые уловы, тыс. т | 101,7 | 110,1 | 116,2 | 115,6 | 126,9 | 125,8 | 125,6 |

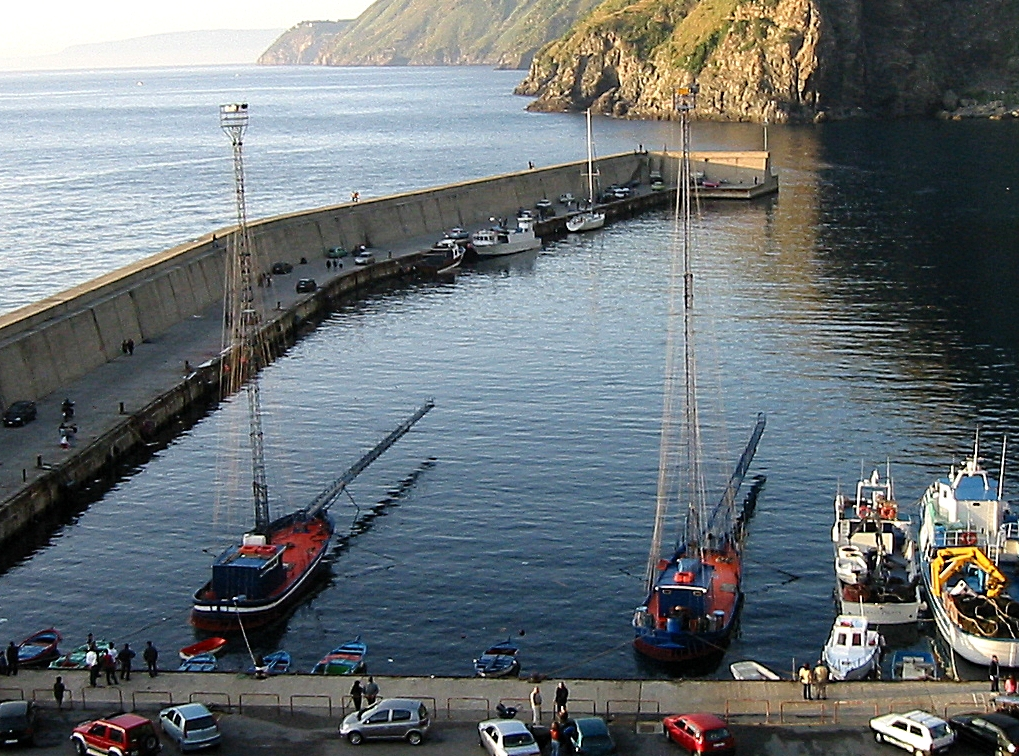
Два рыболовецких судна, специализирующиеся на ловле меч-рыб, в порту Баньяра-Калабра, Италия

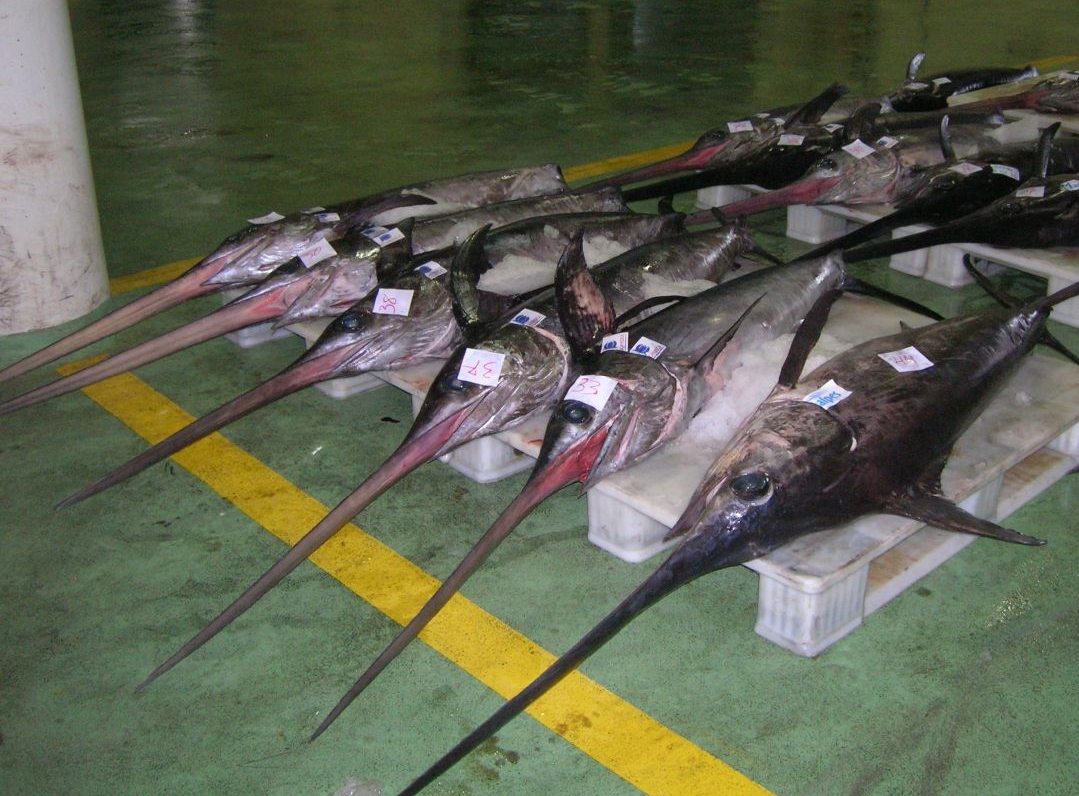
Аукцион меч-рыб на рынке в г. Виго, Испания

В 2010 году Гринпис добавил меч-рыбу в красный лист морепродуктов, то есть список видов, которые продаются в супермаркетах по всему миру и которые подвергаются высокому риску перелова.
Употребление в пищу
Мясо без мелких костей, очень вкусное, практически не имеет резкого запаха, присущего рыбам.
По данным Управления по санитарному надзору за качеством пищевых продуктов и медикаментов США (англ. Food and Drug Administration) за 1990—2012 годов уровни ртути в теле меч-рыб могут превышать безопасные уровни, установленные американским Агентством защиты окружающей среды для людей, регулярно употребляющих рыбу в пищу, и достигать 3,2 ppm. Поэтому не рекомендуется есть мясо меч-рыб детям и беременным женщинам.